# Битман, Александр Рафаилович
Александр Рафаилович Битман (27 июня 1939 — 9 сентября 2013) — советский и российский шахматист, мастер спорта СССР (1969). Был одним из создателей шахматной программы «Каисса», ставшей первым чемпионом по шахматам среди компьютерных программ. Кроме шахмат, Битман более тридцати лет играл в го, достигнув уровня третьего кю.
9 сентября, возвращаясь с митинга Навального, в 21.20 на Берсеневской набережной, около дома №8, был сбит насмерть машиной.

## Книги
- Машина играет в шахматы, Издательство: Наука, Серия: Наука и технический прогресс, 1983 (соавторы: Георгий Адельсон-Вельский, Владимир Арлазаров, Михаил Донской).